# Anheuser-Busch Inbev
Anheuser-Busch Inbev, är ett belgisk-brasilianskt bryggeri som är världens största ölproducent. Huvudkontoret ligger i Leuven i Belgien och företaget har 206 633 anställda. Företaget kontrollerar 14 % av den globala marknaden. De tillverkar dessutom läskedrycker och alkoläsk.

## Historia
Inbev bildades 2004 genom en sammanslagning (global allians) mellan belgiska Interbrew och brasilianska Ambev (Companhia de Bebidas das Américas). 

### Interbrew
Interbrews historia går tillbaka till 1366 då Artois-bryggeriet grundades. Interbrew skapades 1987 då Artois gick samman med Piedboeuf. Man blev ett internationellt bryggeri i samband med övertagandet av det kanadensiska bryggeriet Labatt. Innan sammanslagningen till Inbev var Interbrew världens tredje största bryggeri.

### AmBev
Ambev skapades 1999 genom sammanslagningen av Brahma och Antarctica.

### Anheuser-Busch Inbev
I juli 2008 accepterade konkurrenten Anheuser-Busch ett bud från Inbev på totalt 50 miljarder US-dollar för ett samgående. I och med detta befäste Inbev sin ställning som världens största öltillverkare. I sammanslagningen ingår Anheuser-Buschs ölmärken Budweiser och Bud Light.

## Urval av Inbevs produkter
- Beck's
- Boddingtons
- Brahma
- Budweiser
- Bud Light
- Corona
- Franziskaner
- Hasseröder
- Hoegaarden
- Leffe
- Löwenbräu
- Spaten
- Stella Artois